# فرخ أباد (مقاطعة دهلران)
فرخ أباد (بالفارسية: فرخ‌آباد) هي مستوطنة تقع في قسم اناران الريفي (مقاطعة دهلران) في إيران. يقدر عدد سكانها بـ 643 نسمة .